# Ruggeveld
Ruggeveld is een gehucht in het noord-oosten van het district Deurne van de stad Antwerpen, gelegen langs de Turnhoutsebaan (die plaatselijk August Van de Wielelei heet) tussen de bewonerskernen van Deurne-dorp en Wijnegem.

## Groei
De Turnhoutsebaan was in het verleden de belangrijkste handelsweg tussen Antwerpen en Keulen. De oudste vermelding van Ruggeveld (met betekenis van roggeveld) vindt men in een oorkonde van de Antwerpse Sint-Michielsabdij uit 1345 waarbij deze abdij er door schenking gronden verwerft. Het oorspronkelijk agrarische karakter van het gehucht veranderde grondig in de tweede helft van de 19e eeuw toen talrijke arbeidersgezinnen, voornamelijk uit de Kempen, zich er kwamen vestigen en er werk vonden door de heropbloei van de Antwerpse economie en de haven. In 1910 woonden er meer dan 1000 mensen, verdeeld over een tweehonderdtal gezinnen binnen de gebiedsomschrijving.

## Parochie
Deze bewonerstoename zorgde bij Koninklijk Besluit van 14 januari 1910 tot de oprichting van een zelfstandige parochie toegewijd aan "Het Heilig Hart van Jezus" waarbij gans de noord-oost kant van Deurne werd afgesplitst van de moederparochie Sint-Fredegandus. Bij Collegiaal besluit van burgemeester en schepenen van de gemeente Deurne op 28 mei 1910 gaf het gemeentebestuur toelating aan graaf René Van de Werve de Vorselaer om een kerk met partorij op te richten op de gronden die zijn eigendom waren en gelegen waren aan de huidige August van de Wielelei.

## School
Bij de voortdurende bevolkingstoename kon ook de bouw van een school niet uitblijven, gezien de grote afstand van het gehucht tot dorpskern en school van Deurne. Door toedoen van pastoor Janssens en gemeenteraadslid August Van de Wiele, de latere burgemeester van Deurne, schonk Albert Maquinay, bewoner van kasteel Zwarte Arend en oprichter van Esso Belgium, een stuk grond aan de huidige Seraphin de Grootestraat. Deze nieuwe school werd in oktober 1910 toevertrouwd aan de zorgen van de "Zusters der Christelijke Scholen van Vorselaar". In de beginfase omvatte de school twee bewaarklassen, waaraan in 1921 drie schoolklassen voor lager onderwijs werden toegevoegd.

## Kastelen
Op het grondgebied dat eertijds als "Ruggeveld" werd omschreven bevinden zich drie kastelen, namelijk het nog bestaande kasteel Zwarte Arend, het eveneens nog bestaande Ertbrugge, dat deels onder Wijnegem valt doch deel uitmaakt van de parochie, en kasteel Venneborg dat in 1945 werd vernietigd door de inslag van een V-bom. In 2018 werd het inwoneraantal van de parochie geschat op circa 10.000 personen.

## Namen
Hiernaar genoemd zijn de Ruggeveldlaan, de weg vanuit Deurne-dorp (Deurne-Zuid) en de Ruggeveldbrug, de fietsbrug van fietssnelweg F107 die daar sinds 2022 over de Ruggeveldlaan loopt.